# La máscara del dolor
La máscara del dolor (The Joker is Wild) es una película estadounidense de 1957 dirigida por Charles Vidor. Protagonizada por Frank Sinatra, Jeanne Crain, Mitzi Gaynor y Eddie Albert. Cuenta la historia de Joe E. Lewis, el popular cantante y comediante que fue muy famoso en los clubes nocturnos entre 1920 y los primeros cincuenta.

## Argumento
Joe E. Lewis (Sinatra), un artista de clubes nocturnos de Chicago exitoso es invitado a trabajar para la mafia durante la era de la prohibición. Por su negativa le dejan la cara marcada y le dan un corte en la garganta, impidiéndole continuar con su trabajo de cantante.
Lewis desarrolla un ácido e ingenioso sentido del humor, y trabaja como monologuista para la cantante Shopie Tucker. Pronto hace carrera por sí mismo, pero un episodio autodestructivo le lleva a cuestionarse su modo de vida.

## Producción
Sinatra había leído el libro de Art Cohn y la historia le atrapó inmediatamente. Compró los derechos justo después de que Lewis rechazara una oferta de 150.000$ de la Metro por los derechos de su historia. 
Sinatra insistió en que todas las escenas musicales y canciones de la película fueran grabadas en vivo en el estudio para conseguir que fueran más genuinas. Frank Sinatra dijo: “Cuando doy un concierto y alguien tose, me gusta”. Sinatra también comenta: “Me gusta oír las sillas al arrastrarse. Tienes la sensación de que realmente está pasando. Siempre he pensado que Lewis es uno de los únicos cuatro o cinco grandes artistas – uno de ellos era Jolson - y le recuerdo gritando como el diablo cuando grababa una banda sonora. (Del libro All the Way: Una biografía de Frank Sinatra).